# Ga Yongji
Ga Yongji là một ga của Tàu điện ngầm Daegu tuyến 3 ở Beommul-dong, quận Suseong, Daegu, Hàn Quốc.

## Liên kết
- (tiếng Hàn) Thông tin ga từ Tổng công ty đường sắt cao tốc đô thị Daegu